# Wadym Braschnyk
Wadym Mykolajowytsch Braschnyk (ukrainisch Вадим Миколайович Бражник; * 25. Februar 1975) ist ein ehemaliger ukrainischer Handballtorwart.
Der 2,00 Meter große schwere Torhüter stand bei HK Budiwelnyk Browary unter Vertrag.
Wadym Braschnyk stand in neun Länderspielen für die ukrainische Nationalmannschaft im Tor (Stand: Dezember 2009). Er spielte auch bei der Europameisterschaft 2010.
Braschnyk trainierte nach seiner aktiven Laufbahn die ukrainische U-18-Nationalmannschaft. Weiterhin war er Co- und Torwarttrainer der ukrainischen Nationalmannschaft. Ab Oktober 2022 leitete er das Torwarttraining der 1. Männermannschaft sowie im Jugendbereich des HSC 2000 Coburg. Weiterhin stand er in der Spielzeit 2022/23 gelegentlich im Tor der 2. Mannschaft des HSC 2000 Coburg. Zur Saison 2023/24 übernahm er das Co-Traineramt beim HSC 2000 Coburg.